# Международно обучение
Не съществува единно утвърдено определение на понятието международно обучение (International education). Една от най-разпространените дефиниции е следната: учебна програма, в която участват различни държави, като например съвместни магистратури, докторантури, различни международни проекти, обменни програми и др. С развитието на МО се увеличава броят и разнообразието на предлаганите образователни услуги. Този вид обучение притежава всички предимства, характерни и за електронното обучение: гъвкавост, удобство и възможност за учене според собственото темпо на учащия. То позволява на обучаващите се да участват и учат съгласно техни дневни ангажименти. Но по-специфичното при МО е, че благодарение на него обучаващите се имат достъп до богата международна среда, материали и опит на много чуждестранни преподаватели и учебни заведения. Образованието все повече се интернационализира и МО започва да играе все по-важна роля. С неговото разрастване и популяризиране все повече хора имат възможността да придобият познания, които не могат да получат в родината си.

## Списък с колежи и университети, предлагащи международно обучение
- University of New England, Australia
- Harvard Graduate School of Education
- Teachers College, Columbia University – Department of International and Transcultural Studies
- NYU Steinhardt School of Culture, Education, and Human Development – International Education program
- The George Washington University Graduate School of Education and Human Development
- American University School of Education, Teaching, and Health
- Penn State College of Education
- University of Massachusetts Graduate School of Education – International Education program
- University of Arizona. Center for the Study of Higher Eduucation
- University of Utah Department of Humanities International Studies Program.
- Hankuk University Of Foreign Studies.(Republic of Korea) – Division Of International Studies
- University of Birmingham, UK, Centre for International Education and Research (CIER)
- 4International Colleges & Universities – Higher Education Directory And Search Engine

## Списък с организации, предлагащи допълнителна информация за международно обучение
- UNESCO
- United Nations Children’s Fund (UNICEF)
- United National High Commission for Refugees (UNHCR)
- United Nations Development Programme (UNDP)

## Допълнителни ресурси
- www.hva.nl[неработеща препратка]
- iearn.org
- www.intstudy.com Архив на оригинала от 2009-02-28 в Wayback Machine.